# Agapostemon coloradinus
Agapostemon coloradinus là một loài Hymenoptera trong họ Halictidae. Loài này được Vachal mô tả khoa học năm 1903.

## Hình ảnh

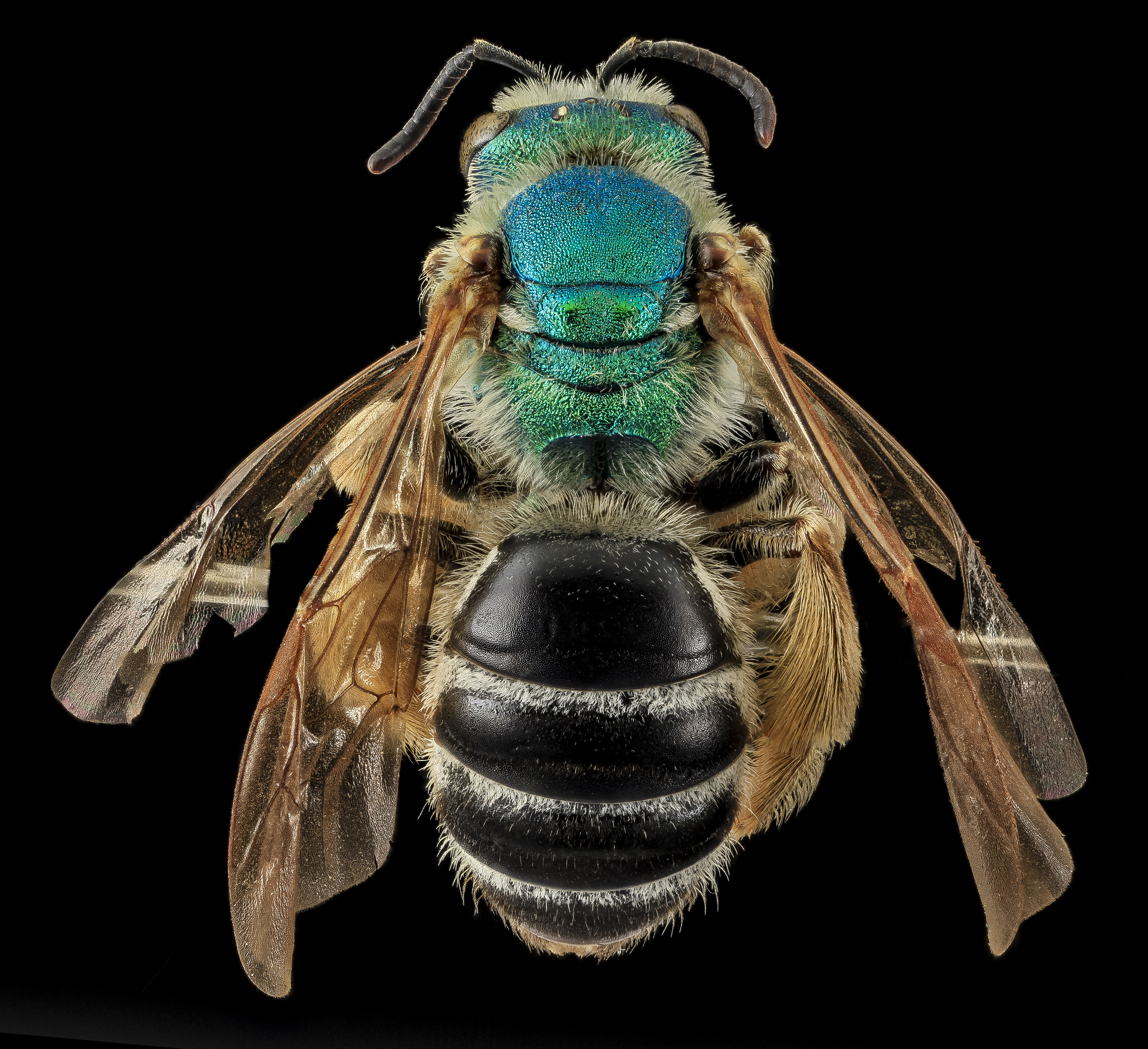
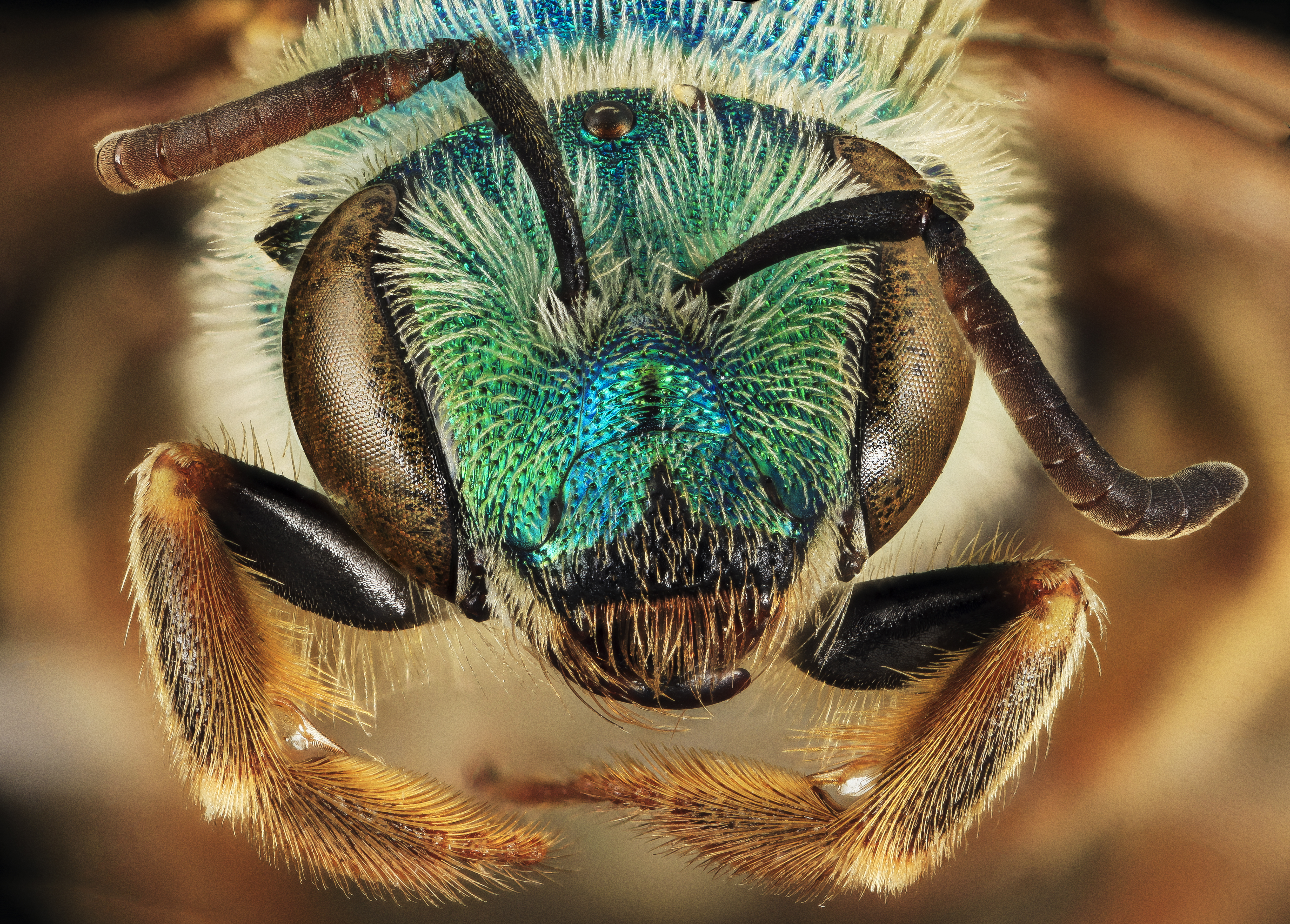
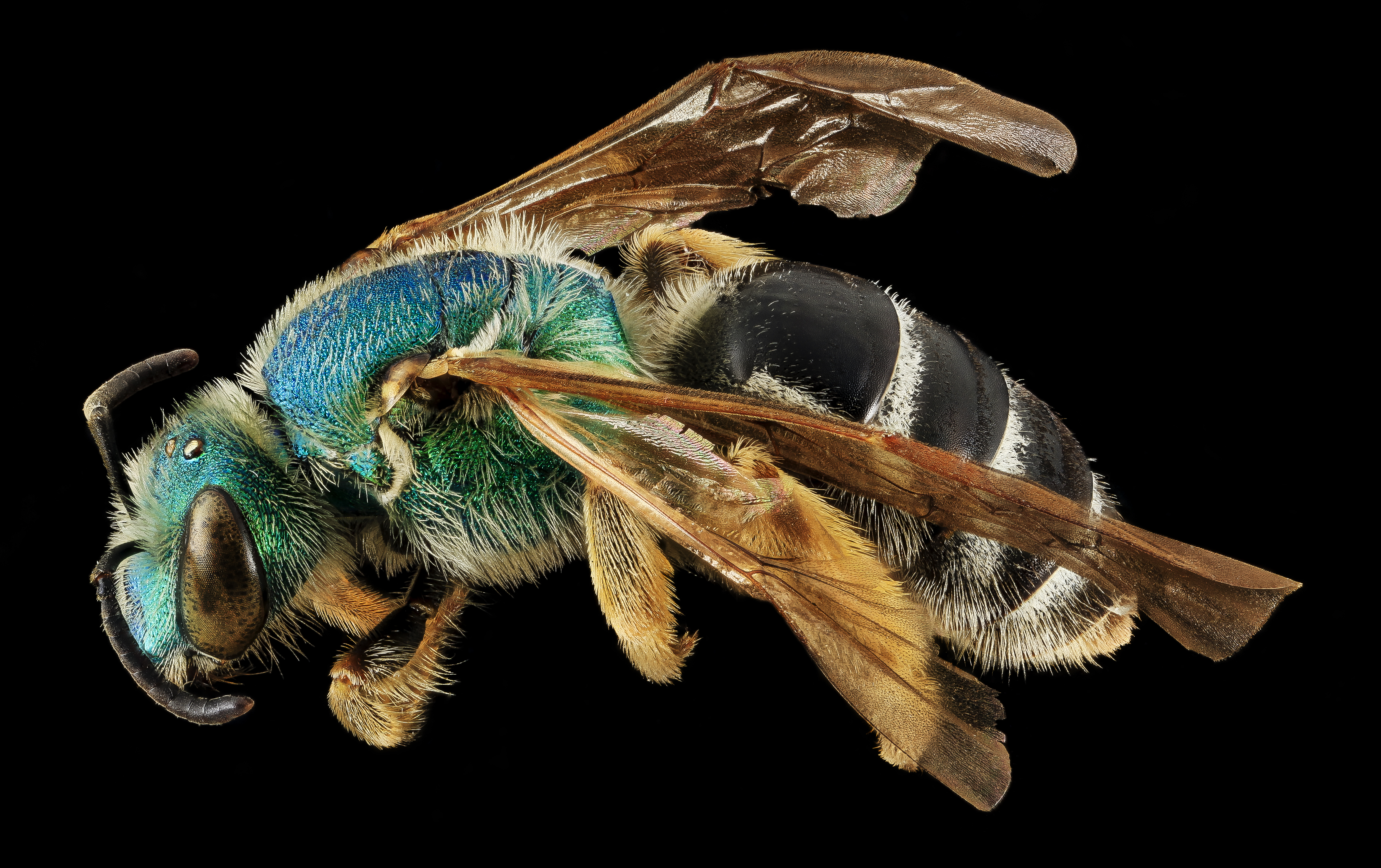